# Svartnäbbad fläckduva
Svartnäbbad fläckduva (Turtur abyssinicus) är en afrikansk fågel i familjen duvor inom ordningen duvfåglar.

## Utseende
Svartnäbbad fläckduva är en liten, knubbig duva med en kroppslängd på 20 centimeter. Rygg, vingar, stjärt och nacke är blekt gråbruna och på den hopfällda vingen syns mörka metalliskt glänsande fläckar. På ryggen finns två svartaktiga band. På huvudet syns blågrå panna och hjässa som övergår i vitt i ansiktet. Undersidan är skär, mot buken vit. I flykten syns kastanjebrunt på undersidan av vingen. Könen är lika, men ungfåglar är mattare än vuxna, fjälliga under samt saknar vingfläckarna.

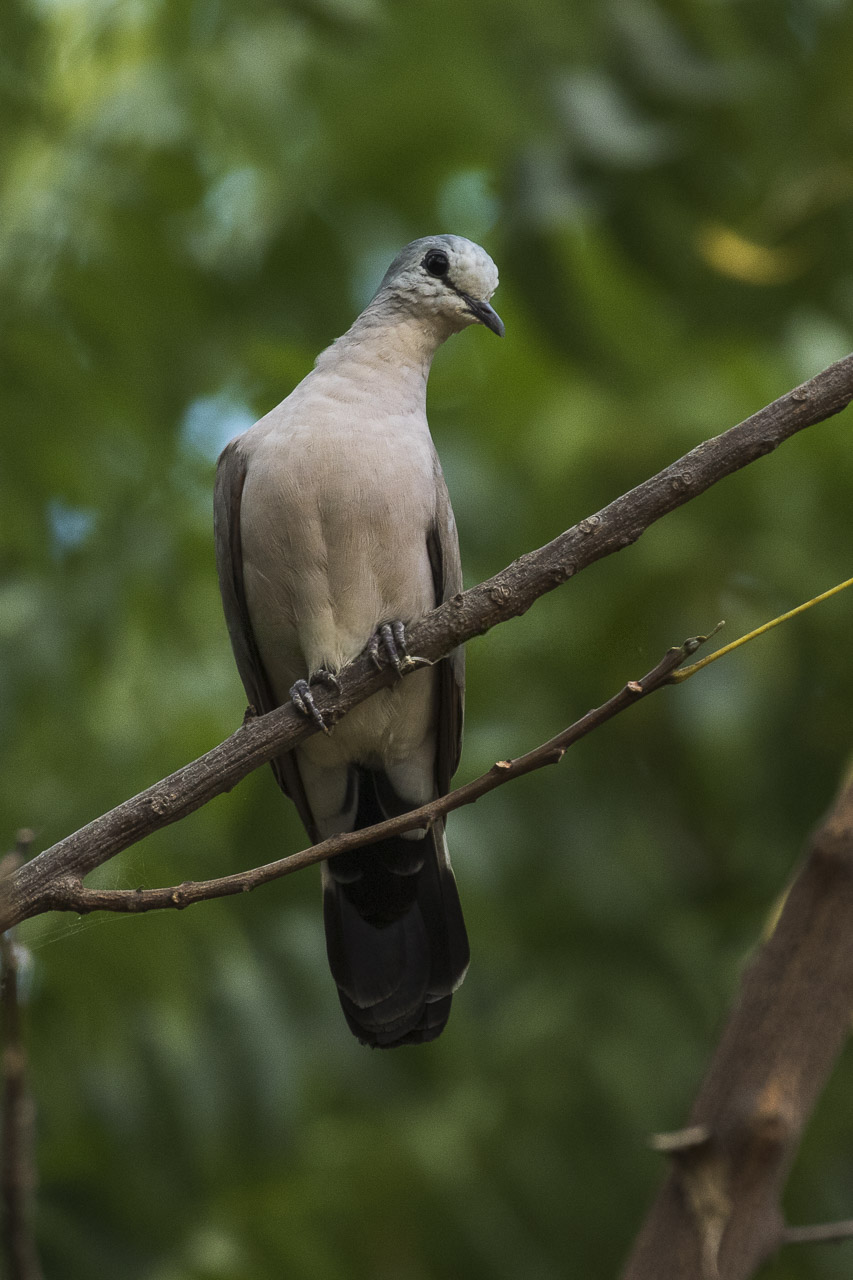
Svartnäbbad fläckduva i Gambia.

## Läten
Svartnäbbad fläckduva låter höra en serie om cirka 25 djupa läten, i början tveksamma och sedan ökande i hastighet och tonhöjd. Serien är både längre och ljusare än blåfläcksduvan och tambourinfläckduvan.

## Utbredning och systematik
Svartnäbbad fläckduva förekommer i torr buskmark och i skogar i Afrika söder om Sahara, från havsnivån till 1800 meters höjd över havet, från södra Mauretanien och Senegal/Gambia till Ghana, Togo, Benin och Nigeria och vidare österut genom norra Kamerun och norra Centralafrikanska republiken till Eritrea, västra Etiopien, norra Uganda och nordvästligaste Kenya. Den har även vid ett tillfälle påträffats i Jemen då två individer sågs 14 november 2004. Den behandlas som monotypisk, det vill säga att den inte delas in i några underarter.

## Levnadssätt
Svartnäbbad fläckduva bygger ett kvistbo i ett träd, ofta i en akacia, och lägger två gräddfärgade ägg. Den lever av frön från gräs och andra växter som den oftast födosöker efter på marken. Fågeln är inte särskilt sällskaplig men kan forma stora flockar vid vattenhål.

## Status och hot
Arten har ett stort utbredningsområde, men tros minska i antal, dock inte tillräckligt kraftigt för att den ska betraktas som hotad. Internationella naturvårdsunionen IUCN listar arten som livskraftig (LC). Världspopulationen har inte uppskattats men den beskrivs som vanlig eller mycket vanlig i stora delar av utbredningsområdet.